# Кирхберг (Берн)
Кирхберг (нем. Kirchberg BE) — коммуна в Швейцарии, в кантоне Берн. 
Входит в состав округа Бургдорф. Население составляет 5614 человек (на 31 декабря 2006 года). Официальный код — 0412.

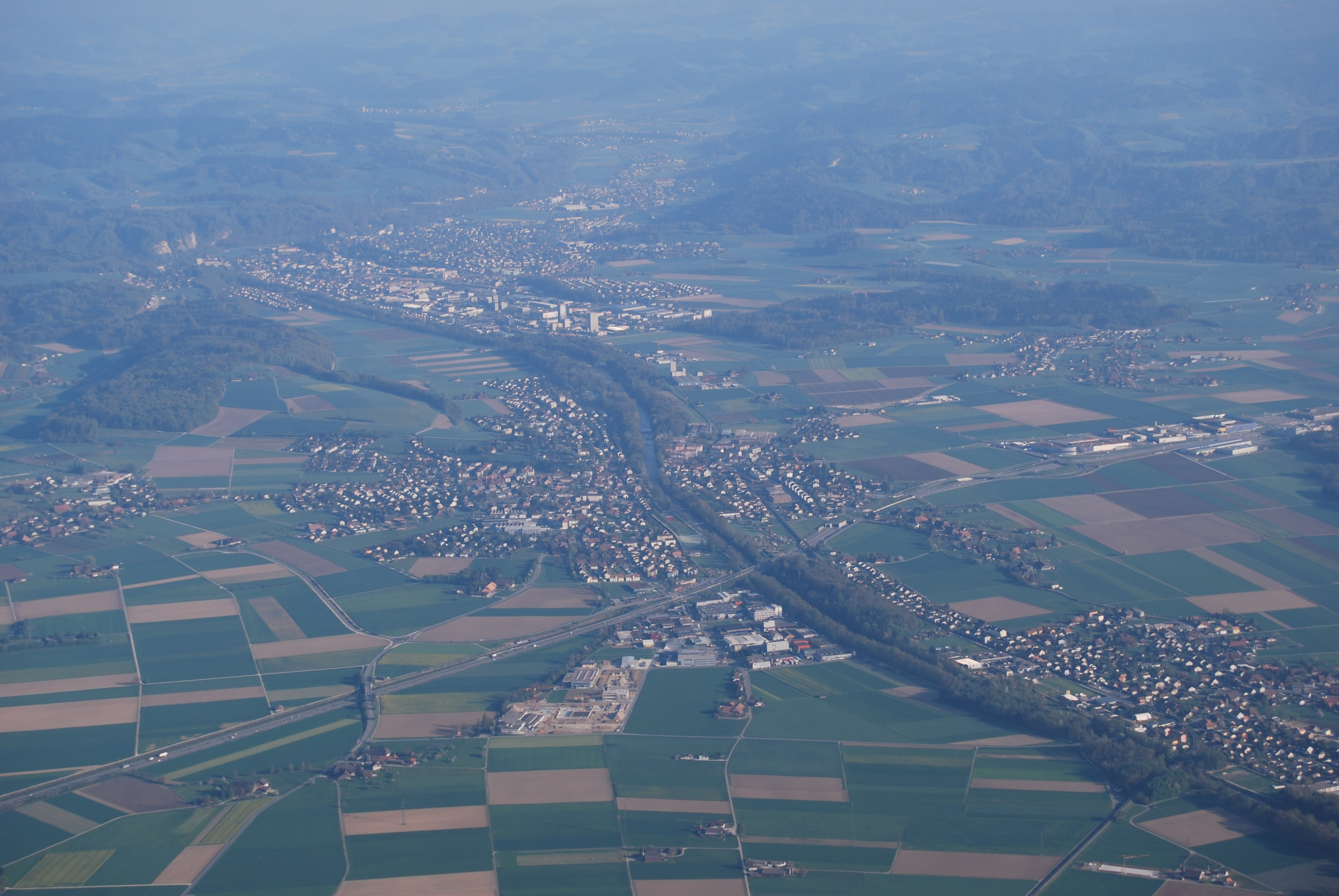
Кирхберг